# Công phá (võ thuật)

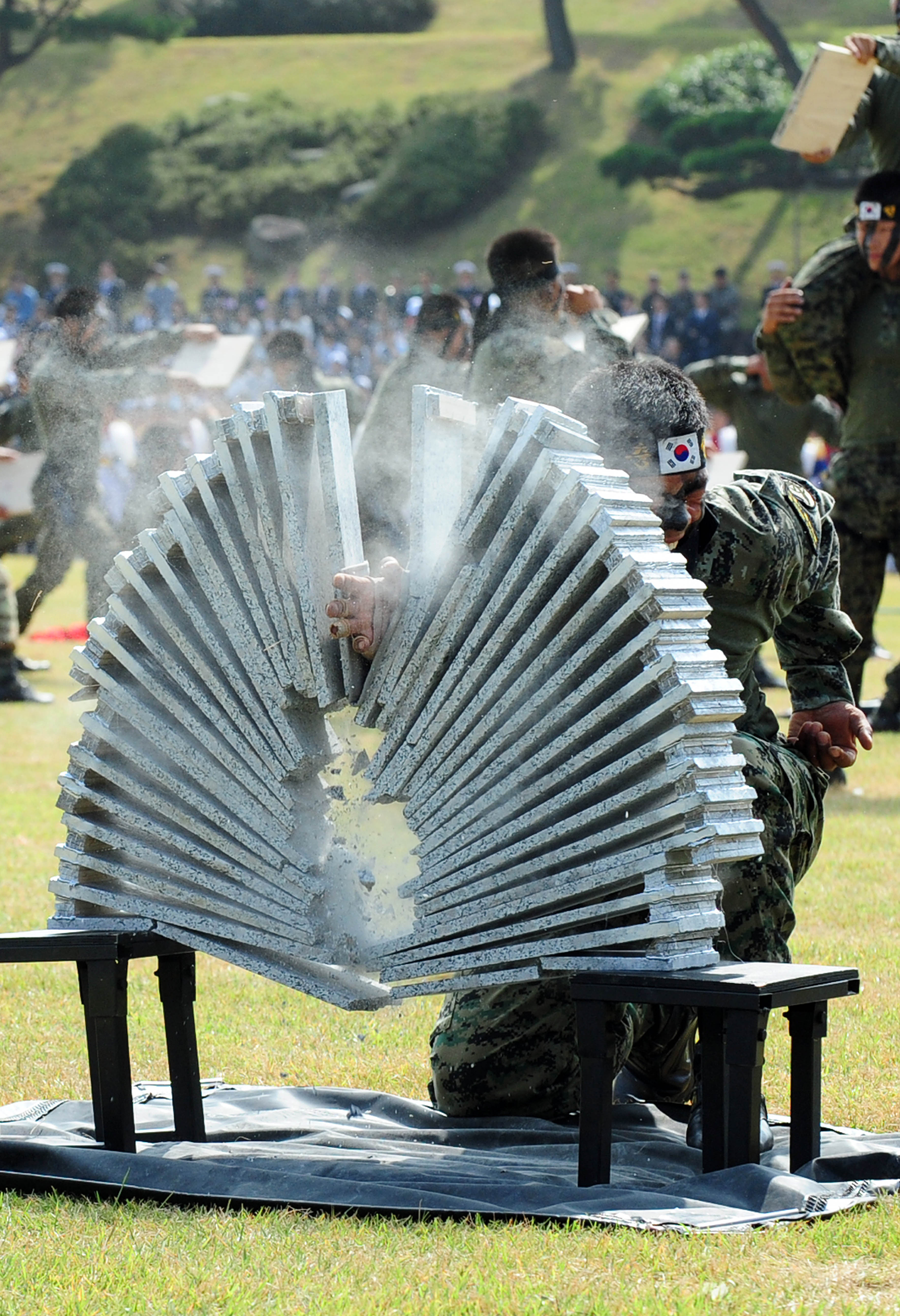
Kỹ thuật công phá thường được thực hành trong taekwondo. Tại đây, bốn viên gạch lát bê tông bị phá vỡ bằng một cuộc tấn công bằng cạnh bàn tay.

Công phá là một kĩ thuật võ thuật dùng trong các cuộc thi thố, biểu diễn và kiểm tra năng lực. Công phá là một hành động mà võ sĩ sử dụng mặt phẳng tấn công để phá vỡ một hay nhiều vật thể dùng những kĩ năng được cải thiện trong hình thức môn võ thuật của họ. Mặt phẳng tấn công thường là bàn tay, bàn chân, nhưng cũng có thể là ngón tay, ngón chân, đầu, cùi chỏ, khớp ngón tay, hay đầu gối. Vật thể thường sử dụng là một miếng gỗ hay gạch, dù đôi khi cũng là tảng bê tông, thủy tinh hay thậm chí là một mảnh kim loại như thép. Thủy tinh thường không được dùng nhiều vì có thể gây vết thương khi bị phá vỡ. 
Công phá thường được thấy trong môn Karate, Taekwondo và Pencak silat. Lực lượng Spetsnaz của Nga và đặc công Triều Tiên cũng được biết với hình thức công phá miếng ván gỗ và gạch ngói, nhưng không phải bất kì môn võ nào cũng chú trọng hay sử dụng kĩ thuật này như nhau. Trong những môn võ mà sự tấn công và sử dụng đòn đá là ít quan trọng và có sự nhấn mạnh vào yếu tố vật lộn hoặc vũ khí, công phá ít được chú trọng. Các trường võ thuật truyền thống của Nhật Bản ít chú trọng, nếu có, việc công phá ván gỗ, dù nghệ thuật công phá được biết với tên gọi Tameshiwari, tương tự là Tameshigiri dùng trong môn kiếm thuật.

## Các loại công phá
Công phá thi đấu có thể dựa trên sự nhấn mạnh tính nghệ thuật, số lượng vật thể bị phá vỡ trong thời gian cho phép, số lượng vật thể vỡ trong một lần đánh, hay thời gian để phá vỡ một lượng vật thể nhất định. Có nhiều loại hình công phá được công nhận trong nhiều mục khác nhau của kỉ lục thế giới như Sách Guinness . Trong biểu diễn, một võ sĩ trình diễn kĩ năng của anh/cô ta bằng cách phá vỡ đột ngột hay có dự định trước một chuỗi những hình thức công phá cho một buổi trình diễn. Các trường phái võ thuật đôi khi biểu diễn những mà công phá khó để thu hút công chúng và khuyến khích việc ghi danh theo học. Trong những buổi kiểm tra thăng cấp, nhiều môn võ thuật yêu cầu võ sinh chứng tỏ kĩ năng của mình bằng cách thực hiện công phá; Độ khó của công phá phụ thuộc vào cấp bậc mà môn sinh dự thi. Không thành công trong việc phá vỡ số lượng yêu cầu thường là yếu tố cơ bản khiến kết quả bị đánh hỏng. 

## Nguyên vật liệu
Phần xớ của miếng ván phải được cắt để song song với phần bàn tay tấn công. Những đứa trẻ có thể dùng những miếng ván hẹp và mỏng hơn, với lứa tuổi từ 4–5 đôi khi công phá những miếng ván nhỏ ở mức 4″×12″×½″ (102×305×13 mm), và cũng có loại ván plastic làm từ những chất liệu khác nhau cái mà có thể có những mức độ khó khác nhau khi công phá.

## Kỹ thuật

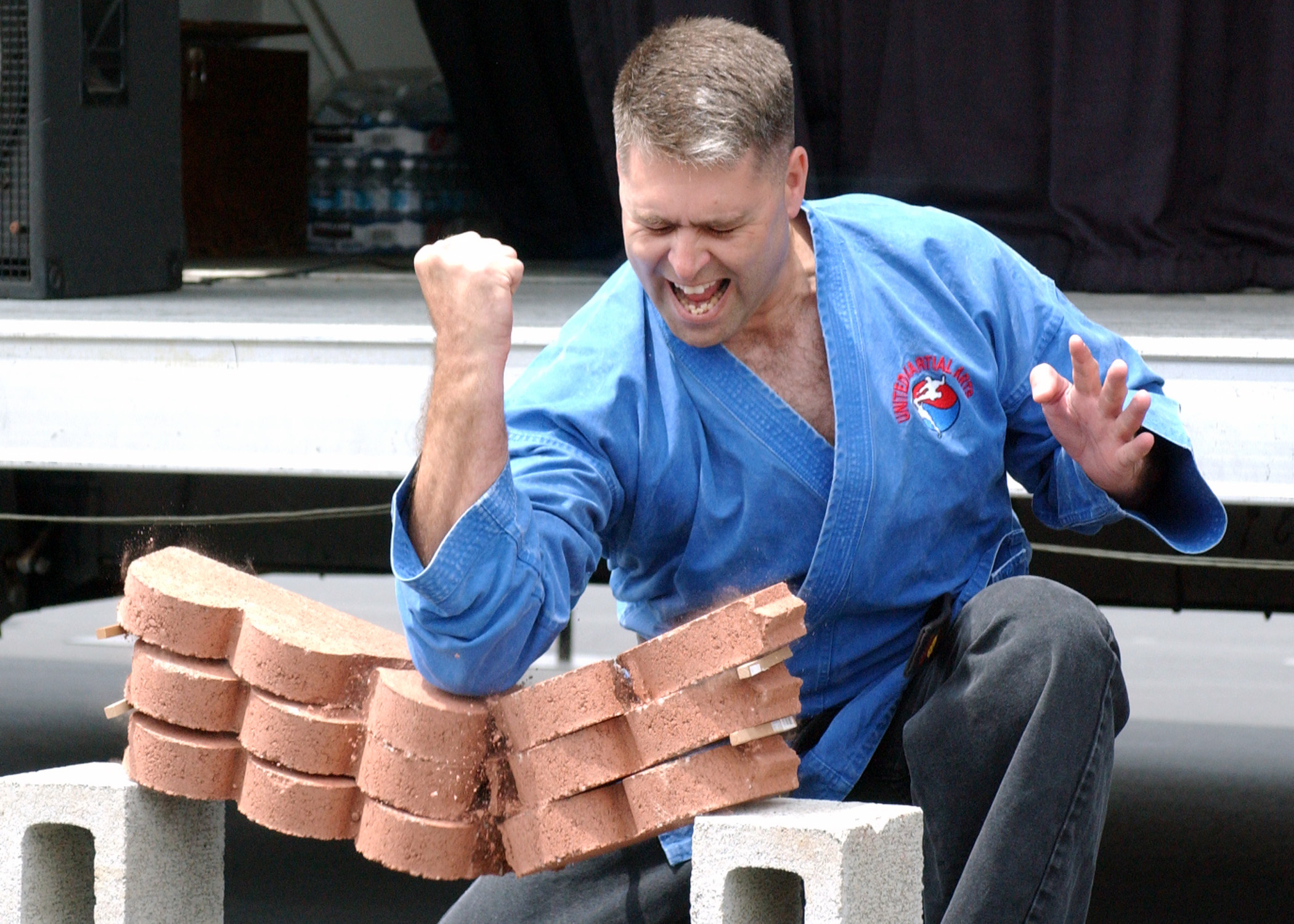
Một cuộc biểu diễn công phá

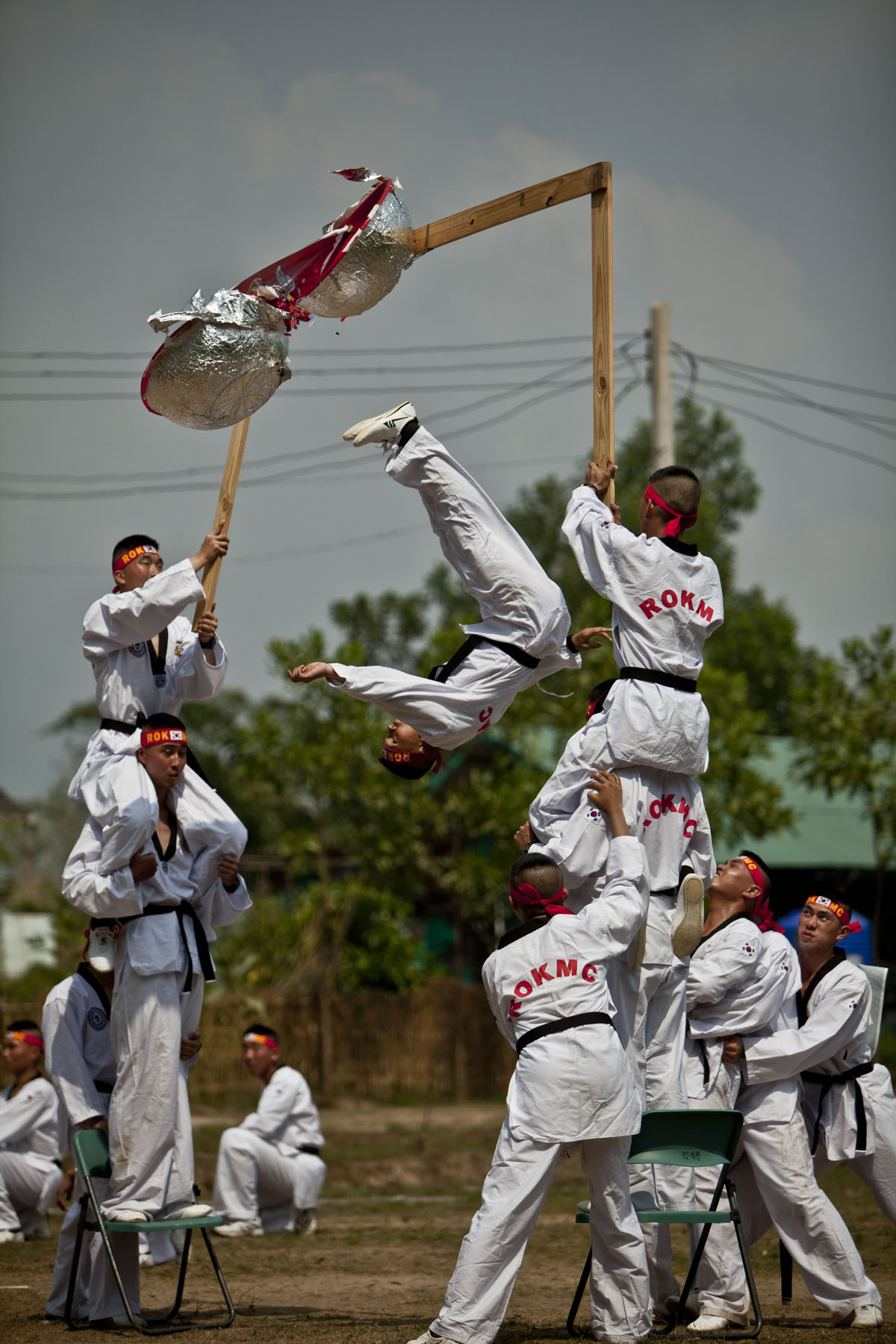
Kyukpa, kỹ thuật công phá trong Taekwondo, tập trung vào các pha nhào lộn trên không phức tạp và đá bay

Thông thường, công phá thường dùng như một phương pháp đo lực của đòn tấn công của các võ sĩ, vì không có cách nào khác để làm điều này và chỉ gần đây mới có những thiết bị đo điện tử được dùng trong võ thuật, và như một phương pháp đo lường lòng quả cảm của tâm trí, khả năng của tinh thần và thể xác để vượt qua. Cụ thể, một võ sĩ thực hiện công phá sẽ luyện tập đánh vào các bề mặt cứng nhiều lần. Masutatsu Oyama, một võ sư chuyên về công phá người được biết đến với việc chặt gãy sừng trâu, đã từng tập với những cây gỗ.Trong Karate, một thiết bị được gọi là makiwara được sử dụng; thiết bị này được thấy dùng phổ biến hơn bởi những võ sinh của các môn võ khác ngày nay. Trước đây, Thiếu Lâm và các môn võ ban sơ khác sử dụng nhiều vật dụng để tự luyện tập, không phải lúc nào cũng là công phá không, nhưng cũng dùng thuật ngữ tương tự như ngày nay. Ví dụ, có thiết sa chưởng, thiết bố sam, thiết đầu công và các loại luyện tập khác mà tập trung xung quanh việc luyện tập các phần thân thể khác nhau để chúng có thể đủ lực hay gửi những đồn tấn công như những gì thấy ngày nay trong các buổi biểu diễn võ thuật. Nhiều hệ thống võ thuật Trung Hoa cũng là trường phái quan điểm rằng “năng lượng nội tại” hay Khí(Chi) được dùng khi công phá, thứ mà không lệ thuộc vào sức mạnh hay cân nặng cơ thể.
Nguyên tắc thông thường dùng trong việc luyện tập công phá ở võ thuật tương tự như nguyên tắc cho hầu hết các vận động viên. Cơ thể tự điều chỉnh dưới áp lực. Thường có 3 khu vực một người luyện công phá muốn đẩy cơ thể mình tới điểm thích nghi: xương cốt, da(phần chai), và cơ bắp(cho cả sức mạnh và tốc độ). Nguyên tắc chung ở đây là - ví dụ, phần xương – được phát theo định luật Wolf , hệ thống xương sẽ, sau khi hồi phục, cứng cáp hơn nếu có vết thương trên nó. Craig Edmunds là minh chứng cho học thuyết này sau khi làm gãy tay trong hội thảo đo mật độ xương sau đó đo lại mật độ xương sau khi lành. Theo cách này người tập công phá không giống như lực sĩ thể hình, người tập luyện với vật nặng, sau đó nghỉ ngơi một thời gian để hồi phục và cho phép cơ bắp quay trở lại mạnh hơn.
Cách luyện tập này gọi là “Luyện tập kháng lại sự phát triển”. Thường sự khác biệt trong cấu trúc cơ thể có thể được thấy trong hình thức bề mặt calcium giữa một người luyện tập công phá và người không luyện tập. Mike Reeves, một nhà vô địch công phá tán đồng trong cuốn sách của ông việc sử dụng makiwara và hít đất bằng nắm tay. Trong hít đất nắm tay, ông đề nghị nên bắt đầu với sàn mềm rồi dần tiến lên xi măng. Nhà sáng lập USBA/WBA Drew Serrano, nhà sản xuất phim tài liệu "Breaking All Records", khuyến khích những người luyện tập tăng dần mức độ khó và số lượng vật công phá để tránh bị thương. Ông đề nghị những người bắt đầu nên bắt đầu với ván gỗ và tăng số lượng cũng như tăng kĩ thuật sử dụng. Khi bắt đầu thấy thoải mái, cả về thể chất lẫn tinh thần, những vật công phá cứng hơn có thể được thử. Có nhiều lo lắng về sư an toàn trong việc công phá võ thuật, vì vậy một người nên tìm một người thầy hướng dẫn. Có nhiều phần xương nhỏ ở bàn chân và bàn tay nơi cần luyện tập cẩn thận để tránh bị thương. Những chấn thương lặp lại ở phần khớp đốt tay có thể dẫn đến những vấn đề mãn tính khi hoạt động ở tay.
Thông thường có 3 thể loại công phá: công phá tốc độ, công phá lực và công phá mềm. Ngoài ra, còn có cách phân loại thứ 4 được gọi là công phá cứng. Công phá tốc độ là hình thức công phá mà vật bị công phá không được giữ cố định. Cách duy nhất để phá vỡ nó là tấn công bề mặt với một tốc độ đủ tại một điểm tập trung của tác động. Đôi khi một tấm ván gỗ bị phá vỡ được giữ nhẹ bằng 2 ngón tay của người cầm; một bài thi cao cấp lên dan có thể có phần thi phá vỡ một miếng ván gỗ khi nó rơi trên không. Không cần biết lực đánh của người công phá, miếng ván chỉ vỡ nếu nó bị tác động với vận tốc đủ. Một thể loại khác của “Công phá tốc độ” là việc công phá nhiều vật thể trong một thời gian nhất định. Một khoảng thời gian thông thường là 1 phút , nhưng điều này phụ thuộc nhiều vào vật liệu và cuộc thi. Trong 1 cuộc thi rất thường cho thể loại công phá tốc độ có thời gian giới hạn là 8 – 10 giây, có thể nhiều ứng viên hơn tham gia. Số liệu và chi tiết được theo dõi bởi những tổ chức công phá hàng đầu như là USBA/WBA (United States and World Breaking Associations) và ISKA (International Sports Karate Association).
Công phá lực là hình thức công phá mà vật công phá được giữ lại. Hình thức công phá này yêu cầu người giữ vật công phá theo hướng tấn công ngang, theo góc, hay hướng lên trên, hay công phá sẽ yêu cầu các vật công phá đó được cố định cho một đòn đánh thẳng góc xuống. Cho một bài công phá với vât cố định vật đó được đặt trên vật hỗ trợ vững chắc, như là các khối bê tông được đặt trên đất. Nhiều bài thi công phá cho các cấp đai(thấp hơn đai đen) là công phá lực – nó sẽ dễ dàng hơn nhiều cho võ sinh mới để nhờ đến những sự hỗ trợ lực cần thiết để phá vỡ một miếng ván gỗ với hình thức công phá lực(Lưu ý, điều này không đúng cho mọi loại công phá). Điểm chính yếu của điều này là cần người để giữ các miếng ván. Thường một võ sĩ công phá mạnh hơn có thể thay thế một số lực cho kĩ thuật và thành công trong hình thức công phá này. Hầu hết dữ liệu được đo đạt là cho công phá lực. Hình thức công phá này rất phổ biến trong các kì thi đai đen sử dụng gạch, bê tông, hay nhiều ván gỗ xếp ngay ngắn trên đỉnh của một số giá đỡ để chịu đòn tấn công từ trên xuống.
Những miếng ván gỗ dán với nhau đôi khi được dùng để độ ảnh hưởng từ người cầm trong quá trình công phá. Rất khó để giữ chặt một chồng ván gỗ dày hơn 4 inch đủ cho đòn công phá. Vì vậy, một vài võ sĩ sẽ dán chồng ván lại với nhau tạo thành một “khối gạch”  cho người cầm. Tuy nhiên, thường thì các bài kiểm tra công phá để thăng cấp và tại các sự kiện không dán ván gỗ lại với nhau. Cả công phá lực và tốc độ đều thúc đẩy một năng lượng yêu cầu vượt qua lực căng và cong của miếng ván thông qua sự dịch chuyển khối lượng, nơi mà động năng được gửi ở mức 1/2 m*v2. Điều đó nghĩa là, hoặc tốc độ vật tấn công(bàn tay/ bàn chân/v..v) đủ nhanh, hoặc người công phá đủ mạnh để tăng mức độ tác động vào trong việc công phá(tức là trọng lượng của cơ thể anh ta hay cô ta) vượt qua mức chịu của gạch/ván gỗ. Đối với những miếng ván gỗ đơn lẻ, nó thường dễ dàng(như trong người bình thường có khối lượng cơ vừa đủ) để chạm đến mức này trong công phá lực.
Hình thức thứ 3, công phá mềm, cũng được biết như công phá " ki " hầu như luôn dùng đòn tấn công bởi “mặt phẳng tay” chủ yêu là phần lòng bàn tay, vì nó dễ dàng hơn để công phá với một mô men lực hướng tới, nhưng đôi khi phần mu bàn tay(trong những cuộc thi mở rộng) được dùng để phô diễn kĩ năng của 1 võ sĩ, vì hình thức thay thế này thường bao gồm những việc luyện tập nhất định  cho đôi bàn tay để  chịu đựng áp lực của tác động(xem ghi chú quy luật của Wolff ở trên) cũng như dùng một vị trí đôi tay ít tự nhiên hơn khi ra đòn. Vật bị công phá thường được cố định, ngang, ở 2 đầu. Người công phá nâng tay họ và để nó rơi không căng cứng hay gồng cơ quá mức, thay vào đó chủ yếu dựa vào trọng lực, để cho lòng bàn tay. Vật công phá bị vỡ bởi sự chuyển năng lượng hoàn toàn trên đưuòng xuyên qua, theo đường trực tiếp từ lòng bàn tay đến mặt còn lại của vật công phá. Tác động cũng lan rộng hơn, khu vực ảnh hưởng nhiều hơn và vì vậy theo góc độ võ thuật thì phá hủy nhiều hơn so với các hình thức công phá khác, nếu trúng vào đối thủ. 
Hình thức công phá này tương tự như tấn công một người bằng đòn tát, dù nhiều lực được truyền vào mục tiêu hơn so với một cái tát thông thường gây ra.  Vì vậy, một đòn tấn công bằng lòng bàn tay có thể gây sát thương vào trong đáng kể khi để lại rất ít dấu hiệu bên ngoài(có thể là một lằn đỏ nhưng không rõ), trong khi đó một cú đấm hay một đòn tấn công tương tự, sẽ gây một vết thương dễ thấy hơn, như là bầm tím, sưng, v..v.., không ảnh hưởng sự tổn hại bên trong. Bất kì ai trong mọi lứa tuổi, như là người già 80 hay 90 tuổi, có thể thực hiện bài công phá này với chấn thương rất ít. Ảnh hưởng gián tiếp nghiêm trọng nhất có thể là lòng bàn tay bị tê sau đó, nên bài công phá có thể không thành công. Hình thức công phá này, thậm chí khi thực hiện với với nhiều hơn một vật công phá và không có khoảng cách rộng hơn, có thể dễ dàng thực hiện bởi mọi lứa tuổi ở mọi giới, với điều kiện họ luyện tập đầy đủ kĩ thuật[SCD1] . Có 2 đường tham khảo ở cuối bài viết: một đường link cho thấy Rudy Timmerman Sajanim, của Hiệp hội National Korean Martial Arts Association và đại võ sư 9 đẳng Kong Shin Bup, thực hiện một bài công phá mềm với nhiều gạch, và một link khác là phần hướng dẫn của ông về kĩ thuật công phá đặc biệt này tại một sự kiện.
Dù cho hoàn toàn khác biệt, hình thức công phá thứ 4 – công phá cứng – thường bị nhầm lẫn với công phá tốc độ(hình thức thứ 1 trong 2 loại nêu ở trên), vì khởi đầu của đòn tấn công thường có vận tốc cao, mặc dù thành công của bài công phá không phụ thuộc vào tốc độ này. Nhưng di chuyển tay và chân của chính người đó hay các phần cơ thể khác rất nhanh, là kết thúc tương tự. Sự chuyển dịch năng lượng từ một công phá chứa lực không đến từ việc thay thế mức độ lớn, mà từ sự chuyển dịch sóng(ví dụ như là sóng đại dương đánh vào một bãi biển). Phần bàn tay/bàn chân/, thường không đi xuyên qua vật thể, mà chỉ đi đến mức cần thiết để chuyển sóng – kết quả này trong một sự tiếp xúc cực ngắn với bề mặt của gạch hay ván gỗ và chính bản thân làn sóng khiến cho bề mặt công kích căng cứng và cong lại. Độ dẻo của bề mặt công phá càng ít, thì càng dễ công phá hơn. Một khía cạnh cao cấp của hình thức công phá này có thể được thấy với việc nhiều gạch đặt trên giá đỡ mà không có khoảng trống nhiều hơn, và người thực hiện công phá chọn phần gạch nào để công phá, tức là công phá CHỈ phần gạch giữa của 3 viên gạch xếp chồng nhau, dù cho viên gạch trên hay dưới cùng có thể dễ nhắm vào. Sức mạnh này được biểu diễn ở Trung Hoa ở đầu thế kỉ gần đây, bởi những bậc thầy khí công nổi tiếng, nổi tiếng, nhiều người thực hiện với 5 hay 7 hay khối bê tông dày, và những bậc chân tài có thể phá vỡ 2 viên, thậm chí không ảnh hưởng đến một viên khác(Ví dụ phá vỡ viên thứ 3 và thứ 6 trong chồng 7 viên gạch).

### Độ khớp
Có 2 loại xếp các miếng ván chồng lên nhau: Không khít (khoảng trống) và khít (không khoảng trống). Một chồng xếp khít là khi mà các vật thể được đặt trực tiếp lên vật còn lại. Chồng không khít là chồng mà các vật thể được xếp với những vật tạo khoảng trống(thường gọi là các vật chèn) giữa chúng, thường là vật chèn gỗ. Những chồng xếp khít cho phép một truyền tải trực tiếp của năng lượng của động năng và người công phá buộc phải duy trì một lực cao nhất lâu hơn so với một chồng có khoảng trống khi người công phá chuyển động xuống xuyên qua chồng gạch họ đang chống lại sức kháng của mỗi miếng ván một cách độc lập thay vì tạo đủ lực để kéo căng và phá vỡ nguyên chồng khít nhau. "
Điều này là vì cách mà 2 vật thể bị phá vỡ. Gỗ, một vật liệu hỗn hợp chất xơ, co dãn tới một mức độ nhất định trước khi bị phá vỡ. Khi được xếp khít, điều này cho phép toàn bộ chồng ván gỗ bị bẻ cong dưới áp lực, gây sự phá vỡ theo thứ tự của miếng ván xa nhất từ tác động tới miếng ván gần nhất(dù một phần nhỏ của một sự khác biệt thứ 2 chia tách từng miếng ván, làm nó xuất hiện ngay lập tức). Điều này có thể được thấy trong nhiều cuộc biểu diễn đơn giản khi mà miếng ván đáy vỡ, nhưng những miếng ván trên cùng không xây xát gì. Khi có khoảng trống, khoảng cách giữa các miếng ván tạo điều kiện cần thiết cho mỗi miếng ván gỗ cong và vỡ trước khi miếng ván gỗ tiếp theo bị tác động tới theo thứ tự. Gạch ngói, trái lại, là những vật nung, và vỡ nát dưới tác động mà không có hiện tượng cong lại.
Khi dùng kiểu xếp có khoảng cách, việc xếp đặt và vị trí của vật chèn là quan trọng. Các vận động viên tích cực làm việc với nhóm để đảm bảo mỗi vật chèn là đúng vị trí và không bị xê dịch. Một vật chèn bị trượt khỏi vị trí của nó có thể ảnh hưởng tiềm tàng đến toàn bộ việc công phá chồng gạch. Nếu tính toán và xem xét không cẩn thận, vật chèn thường sẽ trượt trong suốt những chồng đầu tiên và xếp đặt của việc công phá. Các khối bê tông, sử dụng trong hầu hết các các cuộc thi công phá, yêu cầu các vận động viên làm chấn động vật công phá và xuyên lực từ trên xuống dưới. Khoảng trống của các vật công phá trong cuộc thi cũng quan trọng để cho phép người thắng cuộc hoàn toàn xác lập số chồng gạch tăng lên. Khi một giới hạn 5 khối bê tông đặt khít có thể là một điểm tranh chấp giữa 2 đối thủ, một chồng những khối bê tông có khoảng hở có thể cung cấp nhiều lựa chọn hơn vì sự đảm bảo tăng lên, giới hạn lực tác động của các vận động viên. Điều này khiến việc dùng các vật chèn khiến cho cuộc thi có nhiều động lực và phấn khích hơn cho các đấu thủ cũng như khán giả. 